# Тарасовка (Межевский район)
Тарасовка (укр. Тарасівка) — село,
Богдановский сельский совет,
Межевский район,
Днепропетровская область,
Украина.
Код КОАТУУ — 1222681105. Население по переписи 2001 года составляло 211 человек.

## Географическое положение
Село Тарасовка находится в 1,5 км от правого берега реки Каменка,
на расстоянии в 3,5 км от сёл Богдановка, Солёное и Чаус.
По селу протекает пересыхающий ручей с запрудой.